# Factorías Vulcano S.A.
Factorías Vulcano S.A. fue un astillero español dedicado a la construcción de grandes buques. Actualmente, su unidad productiva forma parte del grupo naval Marina Meridional, a través de la empresa Astilleros San Enrique S.L.U.
El astillero fue fundado en el año 1919 por Enrique Lorenzo Docampo y Ludovico Morlon en la ciudad de Vigo. Se trataba de una factoría naval que su principal actividad era el diseño y la construcción de buques de gran tonelaje y doble casco en acero de alto valor añadido, de entre 80 y 170 metros de eslora, así como también de todo tipo de estructuras flotantes en general.

## Historia

### Década de 1910
Los orígenes de la atarazana se remontan al año 1915, cuando Enrique Lorenzo Docampo retorna a España para realizar el servicio militar en Ferrol después de trabajar durante varios años en Argentina, antes de emigrar se había formado en la Escuela Municipal de Artes y Oficios de Vigo. Al finalizar el servicio Enrique Lorenzo regresa a Vigo y comienza a trabajar en el astillero Troncoso y Santodomingo, situado en el Arenal, en donde llegaría a ocupar el cargo de jefe de contabilidad.
En esta empresa conoce al ingeniero Ludovico Morlon, apodado el «francés», con quien se asocia para montar un modesto taller de construcción y reparación de calderas, que en poco tiempo y debido al aumento de la capacidad productiva, cambió dos veces de ubicación: de Policarpo Sanz a la calle Canceleiro, y a finales de la década siguiente a Espiñeiro en Teis.
El capital de la empresa se consolida gracias a un crédito concedido por el Banco Español del Río de la Plata y a los ahorros aportados por un familiar de Enrique Lorenzo. Gracias a este impulso financiero y a un gran esfuerzo en la austeridad de los gastos, la empresa se va haciendo poco a poco con diversa carga de trabajo, en esta época Enrique Lorenzo realizaba jornadas laborables de 12 o 14 horas, incluyendo los domingos y días festivos.

### Década de 1920
Con estas políticas empresariales la empresa progresa de forma satisfactoria y a principios de esta década se alcanza una plantilla de 40 empleados, asimismo durante estos años al taller se le empieza a conocer como «La Vulcano», pues en las proximidades del taller había existido con anterioridad una fundición llamada con el mismo nombre.
En esta etapa la factoría se especializa en la fabricación y reparación de calderas remachadas para la industria ferroviaria –sector que conocía muy bien Enrique Lorenzo, pues era hijo y nieto de ferroviarios– y otras destinadas a los buques de la flota pesquera gallega, reparación de locomotoras, construcciones metálicas de puentes y torres de alta tensión como subcontrata.
En 1927 Factorías Vulcano irrumpe en el sector de la construcción naval, al firmar un contrato con la empresa vizcaína Sociedad General de Obras y Construcciones para la construcción de una gabarra destinada a la trituración de rocas submarinas, que fue puesta a flote en febrero de 1928. Esta botadura causó una gran expectación entre la población viguesa de la época, ya que con sus 30 metros de eslora, 8,5 de manga y 2,4 de puntal, fue el mayor buque de acero construido por los astilleros locales en esas fechas.

### Década de 1930
En 1930 con el aumento de la capacidad productiva la empresa se ve en la necesidad de buscar unas instalaciones más amplias, Enrique Lorenzo se hace con la concesión de la playa de Espiñeiro, a orillas del monte de A Guía, en el barrio de Guixar, parroquia de Teis. En donde edificaría un varadero y un taller de calderería, comenzando así la construcción de buques de pequeño tonelaje y reparaciones navales en seco de hasta cien toneladas de registro. La primera grada se construyó aprovechando las mareas bajas, en un primer lugar se montaron dos vías destinadas a la varada y poco después otras dos.

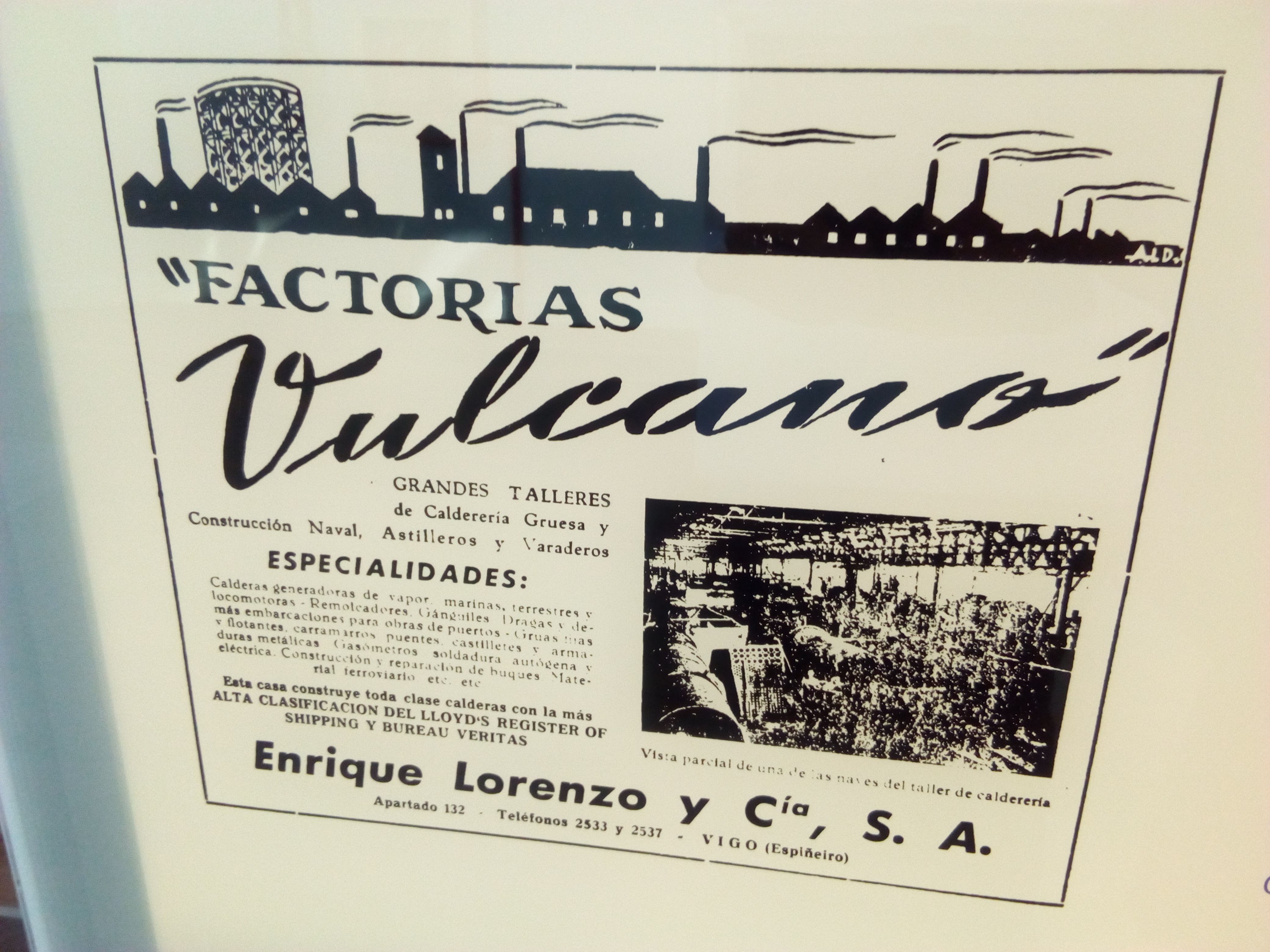
Antiguo cartel publicitario de Factorías Vulcano expuesto en el Museo del Mar de Galicia.

Los primeros años de esta década resultaron muy prolíficos, ya que la atarazana se especializa en la construcción de grúas flotantes y gabarras, en su mayor parte por encargo de la empresa Puertos y Pantanos S.A. y de la Sociedad General de Obras y Construcciones. Figura, asimismo, la construcción de dos gasómetros para las fábricas de gas situadas en Vigo y La Coruña.
En 1932 la empresa consigue hacerse con dos patentes para poder fabricar de quemadores de combustible líquido y para su explotación constituyó la empresa Equipos Mecheros de Petróleo, S.A. (EMPSA). Pese a estos avances, los efectos derivados del “crack” de 1929 tuvieron un impacto negativo en el sector pesquero gallego, pues muchas de las empresas del sector conservero tenían clientes en Latinoamérica y se agudizaron los problemas de cobro. Vulcano sufre las consecuencias de los problemas de liquidez y llega a registrar hasta trece embargos de diversa cuantía. Durante la Segunda República, además, son frecuentes las huelgas y apenas de consiguen nuevos contratos, de modo que a principios de 1936, los astilleros de la Ría de Vigo se encontraban al borde de la suspensión de pagos.
Al comienzo de la Guerra civil española las industrias fueron ocupadas y militarizadas por el bando sublevado y controladas por la Jefatura de Movilización Industrial, estamento con sede en Valladolid. Los astilleros vigueses fabricaron estructuras metálicas para puentes, munición y, en el caso del astillero Vulcano, el armamento de buques pesqueros y de transporte para fines militares. Gracias a los beneficios obtenidos en la guerra la empresa se sanea económicamente y es capitalizada, de modo que en 1939 tenía una plantilla de 500 trabajadores.

### Década de 1940
En la inmediata posguerra las líneas ferroviarias son nacionalizadas por el nuevo régimen, Enrique Lorenzo consigue hacerse con el contrato para el suministro y reparación de calderas de la recién creada Red Nacional de los Ferrocarriles Españoles (RENFE). Durante esos años y en parte debido al aislamiento internacional de España, se encuentran cerrados muchos mercados para las empresas españolas, además el gobierno de Francisco Franco se encuentra con el problema de buscar una solución a la falta de alimentos. La fuente de proteína barata que buscaba el gobierno la encontró en la pesca y se pone en marcha la Ley de Crédito Naval con Créditos Blandos, con el objetivo de renovar la flota pesquera española. Esta medida beneficia enormemente a los astilleros españoles y en 1941 Enrique Lorenzo presentó un proyecto para ampliar los varaderos y los talleres de la empresa.
En dicho año, con una ampliación de capital de 2 100 000 de pesetas, la empresa se convierte en una sociedad anónima y pasa a denominarse formalmente Factorías Vulcano - Enrique Lorenzo y Cía., S.A. El propio Enrique Lorenzo ejerce como presidente del consejo y se rodea de familiares y personas de su confianza como consejeros, mientras que el ingeniero naval Florencio García de la Riva fue decisivo en el desarrollo productivo de la factoría.
Finalizando esta década, concretamente en 1948, se produce la botadura del buque carguero Marujín de 50 metros de eslora. El barco fue encargado por el propio Enrique Lorenzo y posteriormente fue vendido a la Naviera Condal.

### Década de 1950
A comienzos de los años 50 la empresa cuenta con un capital de 10 millones de pesetas y comienza un nuevo ciclo cuando se abandona el uso de la madera en la construcción naval, dedicándose a partir de entonces a buques de casco de acero, aunque no se abandonó por completo el uso de la madera hasta el año 1958. 
En esta década la industria naval nacional se encuentra con el problema de escasez de materias primas como el acero laminado y la falta de energía, en aquella época eran frecuentes los apagones en las industrias. Esta escasez de materias primas obligó a diversos astilleros locales, entre ellos Freire, Troncoso o Santodomingo a crear la sociedad Suministros Metalúrgicos Navales, S.A. (SUMNSA), con el objetivo de centralizar las compras y de realizar tareas de representación con el gobierno para poder obtener licencias, permisos o diversas cuotas. Inicialmente la nueva sociedad fue presidida por el constructor naval Luis Iglesias, pero fue reemplazado al poco tiempo por Enrique Lorenzo. En el año 1957 la sociedad adquiere Aceros de Galicia S.A. que trabajaba en la fabricación de piezas de acero especiales. En ese mismo año la empresa construye para sus instalaciones su primer dique seco, siendo el primero de estas características de la historia de la Ría de Vigo. Esta infraestructura contaba 160 metros de eslora, 24 de manga y 11 de puntal, el dique funcionó en las instalaciones de Vulcano durante un periodo de un año, hasta que fue vendido a una empresa de las Islas Canarias.
Finalizando el decenio RENFE rescindió el contrato que mantenía con Factorías Vulcano y la empresa encontró nuevos socios en el extranjero, mediante la firma de sendos acuerdos con las empresas John Thompson de Escocia y ERK de Alemania, para la fabricación de calderas en los sectores conservero, cervecero, maderero y textil. 
Se produjo, además, una ampliación de las instalaciones de Teis para poder construir buques en acero de mayor tamaño con la modernización de todos los departamentos, como por ejemplo: corte y conformado de chapa, parque de materiales, se añade un nuevo taller de fundición y también se construye un nuevo muelle. Con estas mejoras el astillero finaliza la década construyendo una media de dos buques arrastreros por año, además de otros encargos como mercantes y cargueros.

### Década de 1960
En 1961 la plantilla del astillero Vulcano estaba formada por 780 trabajadores, incluyendo 42 técnicos y 98 administrativos. Durante estos años y coincidiendo con el despegue económico de España, la empresa construye numerosos buques pesqueros congeladores y arrastreros por popa para armadores gallegos y del resto del país, quienes siguiendo la estela revolucionaria de Pescanova en el sector de la pesca extractiva, decidieron sustituir sus viejos pesqueros por otros más modernos. Los principales clientes de la década fueron compañías pesqueras como José Morales y Motopesqueros de Altura Reunidos (MAR), para la que Factorías Vulcano construyó cuatro buques bacaladeros.

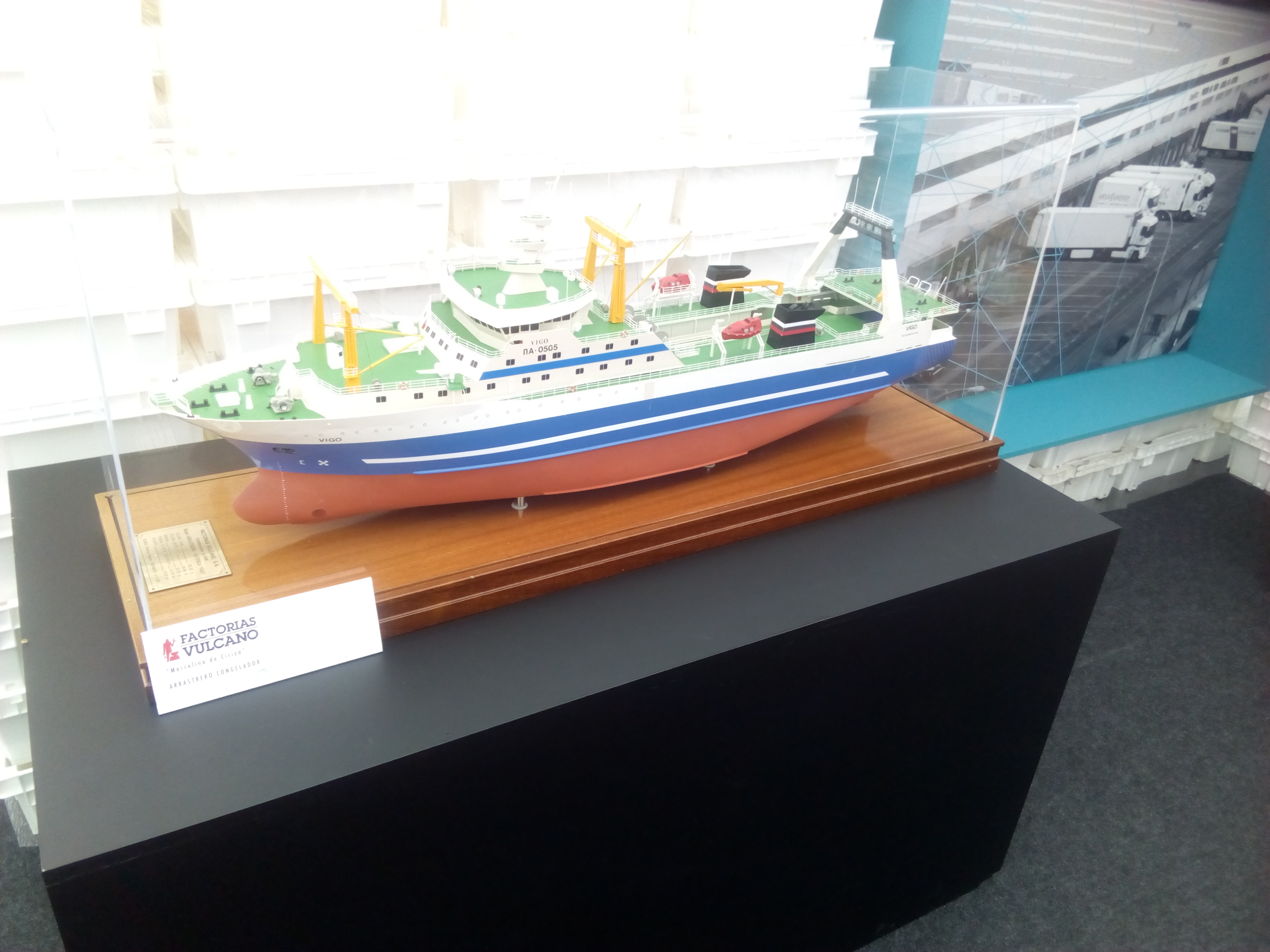
Maqueta del Marcelino de Ciriza.

En 1966 se entregó el buque arrastrero Marcelino de Ciriza, el primero que incorporó maquinaria para la elaboración de harina de pescado y en esta etapa consiguió varios contratos para construir remolcadores y calderas acuotubulares soldadas para la recién inaugurada fábrica de Citroën de Vigo.
La factoría naval participó conjuntamente con Citroën Hispania en la Promotora Benéfico Popular de la entonces Caja de Ahorros Municipal de Vigo, en la actualidad integrada en Abanca, cuyo objetivo tenía la promoción de urbanizaciones en el barrio vigués de Coya. En esas nuevas urbanizaciones la mayoría de los pisos estaban destinados a viviendas de protección oficial para trabajadores de ambas empresas.

### Década de 1970
La crisis del petróleo de 1973 y la elevada conflictividad laboral existente en España durante los últimos años del Franquismo y los primeros de la transición, provocaron un efecto negativo en nuevos pedidos para la construcción naval. Para intentar paliar la situación, el gobierno de Adolfo Suárez promovió la concesión de créditos blandos a los armadores, momento en el que Factorías Vulcano se introdujo a mayor escala en la construcción naval mercante, para lo cual ampliaría la grada y otras instalaciones.
Entre las construcciones destacadas a lo largo estos años, figuran cuatro rolones llamados Al Baraka 1 (ex Antonio Suardiaz), Rivainfanzón, Volcán de Timanfaya y Volcán de Tisalaya. Un contrato con Mar Petrol permitió la construcción de los buques quimiqueros Leticia y Eloísa, entregados en abril y octubre de 1978, que fueron los primeros de su clase en la Marina Mercante española. Marítima del Norte contrató los buques Sierra Guadarrama y Sierra Guadalupe, entregados en noviembre de 1978 y febrero de 1979; Naviera Odiel, el buque portacontenedores Desafío, en abril de 1979, con la superestructura situada a proa y para Equimar Marítima los buques portacontenedores Nura del Mar, en 1977 y Lucía del Mar, en 1978, que fueron entonces los mayores de su clase construidos en España.

### Década de 1980
Iniciándose la década de 1980 Vulcano construye dos buques tipo Ro-Lo para Telde, una de las sociedades del conglomerado Contenemar, el Gloria del Mar, entregado en diciembre de 1980 y Gala del Mar, en noviembre de 1982. Para Interroll, una de las empresas navieras de Fernando Fernández Tapias, entregó otros cuatro rolones: Roll-Al, en julio de 1980; Rollman, en julio de 1980; MV Hayat N (ex Roll Vigo), en diciembre de 1981 y Roll Galicia, en mayo de 1982. Otros buques del primer lustro de esta década fueron los cocheros Imola, en agosto de 1981 y Silverstone, en septiembre de 1983, para Navicar; los buques multipropósito Altamira, en diciembre de 1984 y Peñalara, en octubre de 1985, para Naviera de Occidente; y Volcán de Tamia, en mayo de 1983 y Atesbey (ex Volcán de Tinache), en octubre del citado año, ambos para el armador canario Antonio Armas Fernández.

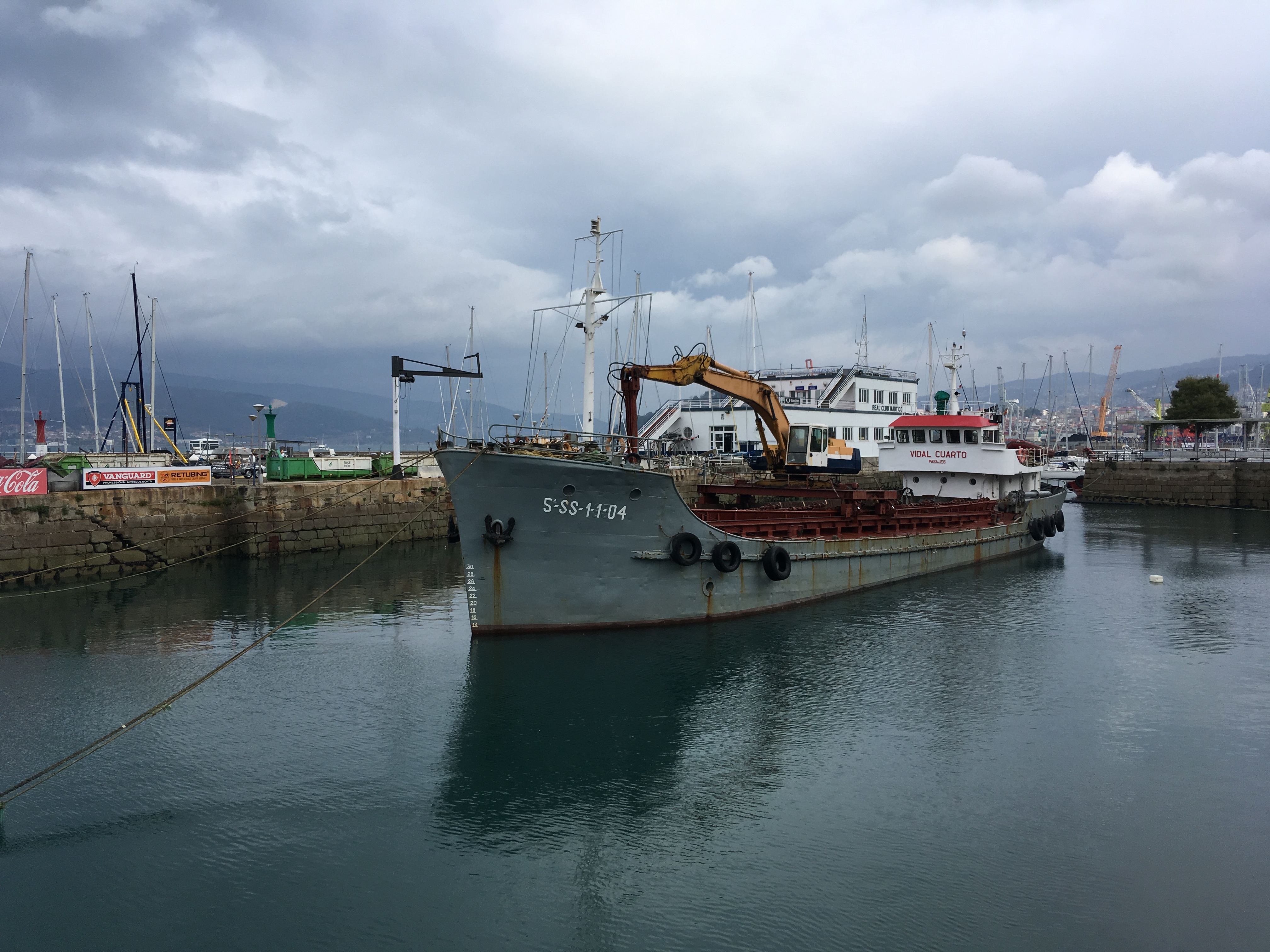
La draga Vidal Cuarto en la dársena de A Laxe (Puerto de Vigo).

El 20 de noviembre de 1981 falleció Enrique Lorenzo Docampo, siendo despedido en un multitudinario funeral en el Cementerio de Pereiró. En esa etapa el astillero se encontraba en una situación comprometida, en la que escaseaban los contratos y afectada por una gran conflictividad laboral. La reconversión industrial de 1983 promovida por el gobierno socialista de Felipe González puso a Factorías Vulcano en un serio peligro de cierre, como ocurrió con Astilleros y Construcciones (ASCON), que finalmente cerró sus puertas dejando sin empleo a 2 450 trabajadores.
Los herederos de Enrique Lorenzo decidieron entonces vender la empresa y en 1986 la adquirió el ingeniero naval Fernando Santodomingo, que puso en marcha un plan de viabilidad consistente en el saneamiento financiero, con un crédito de mil millones de pesetas y la inclusión de una parte de los excedentes laborales de otras empresas del sector afectadas por la crisis. En 1988, Carlos Molares vendió el 49% de la sociedad al Grupo Pleamar, lo cual tendría efectos beneficiosos, pues el grupo entrante, propietario de otras empresas pesqueras, aumentaría la carga de trabajo de Factorías Vulcano.

### Década de 1990

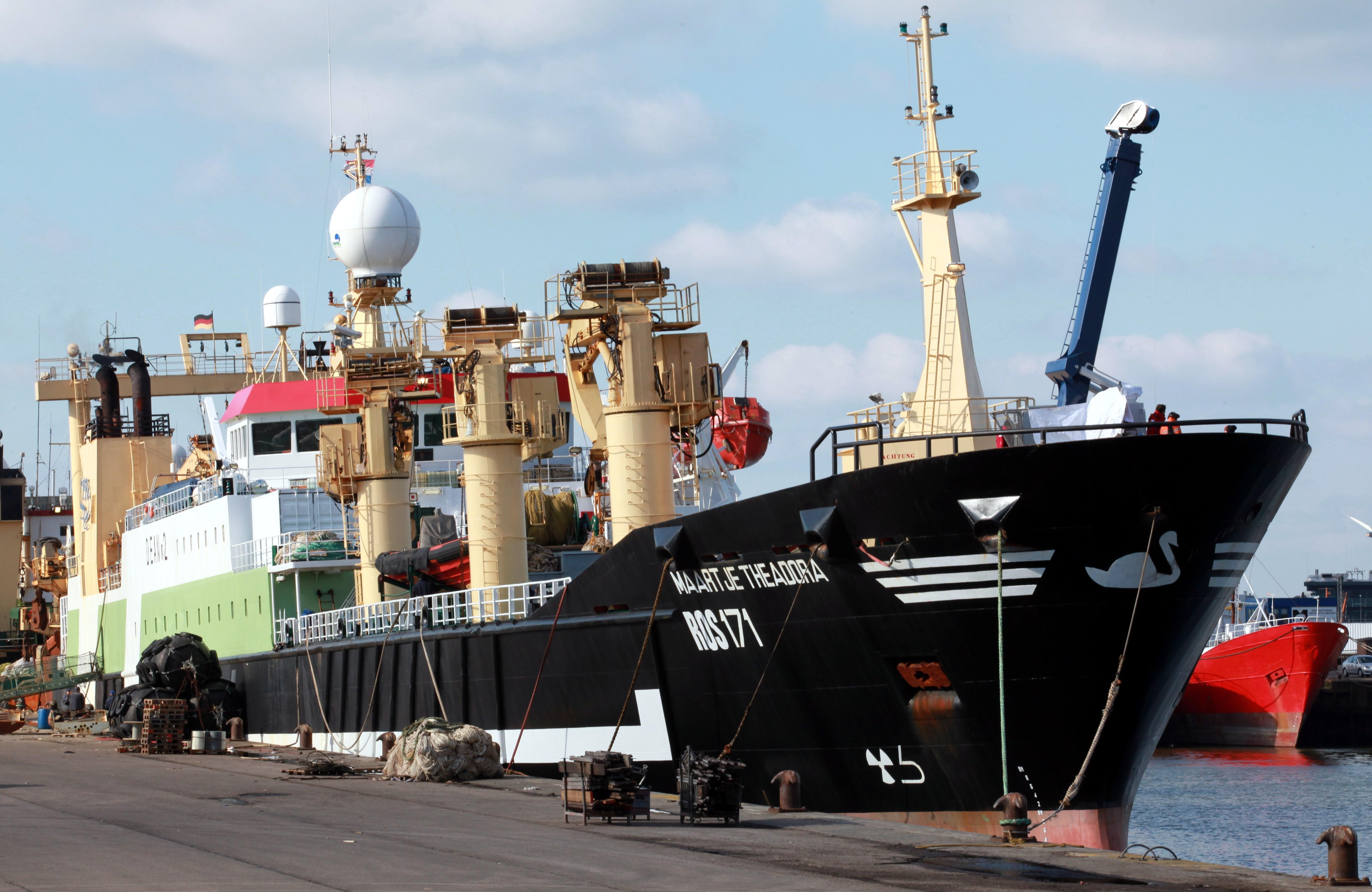
El Maartje Theadora en Rostock.

Superada la crisis de los años ochenta, la década de los noventa se estrenaría con una carga de trabajo plena y una plantilla de medio millar de empleados. Fernando Santodomingo firmó a través de un broker inglés un contrato con la Unión Soviética para la construcción de quince arrastreros factoría, estos buques fueron diseñados por la firma noruega de ingenieros navales Fiskertrand & Eldoy, de los que Vulcano construiría ocho unidades y subcontrataría los siete restantes a Naval Gijón, para cumplir en plazo con las cláusulas del acuerdo. Los beneficios obtenidos con en esta operación permiten a Factorías Vulcano adquirir la sociedad Sadeca, con sede en Mejorada del Campo (Comunidad de Madrid), a la que se transfirió la fabricación de calderas.
En 1999 el astillero logró uno de los mayores éxitos de su historia con la construcción y botadura del arrastrero Maartje Theadora, que con su eslora de 140,80 metros, su manga de 18,68 metros y un desplazamiento de 9 436 toneladas de peso muerto, es el «barco pesquero más grande de Europa».
Cabe destacar que los últimos años del siglo XX y los primeros del siglo XXI fueron muy prolíficos para el astillero, pues de sus gradas saldrían buques para Alemania, Suecia, Noruega, Países Bajos, Rusia, Filipinas y Australia, así como para armadores españoles, de modo que se posicionó como el segundo astillero privado de España, después del también vigués  Hijos de J. Barreras.

### Década de 2000

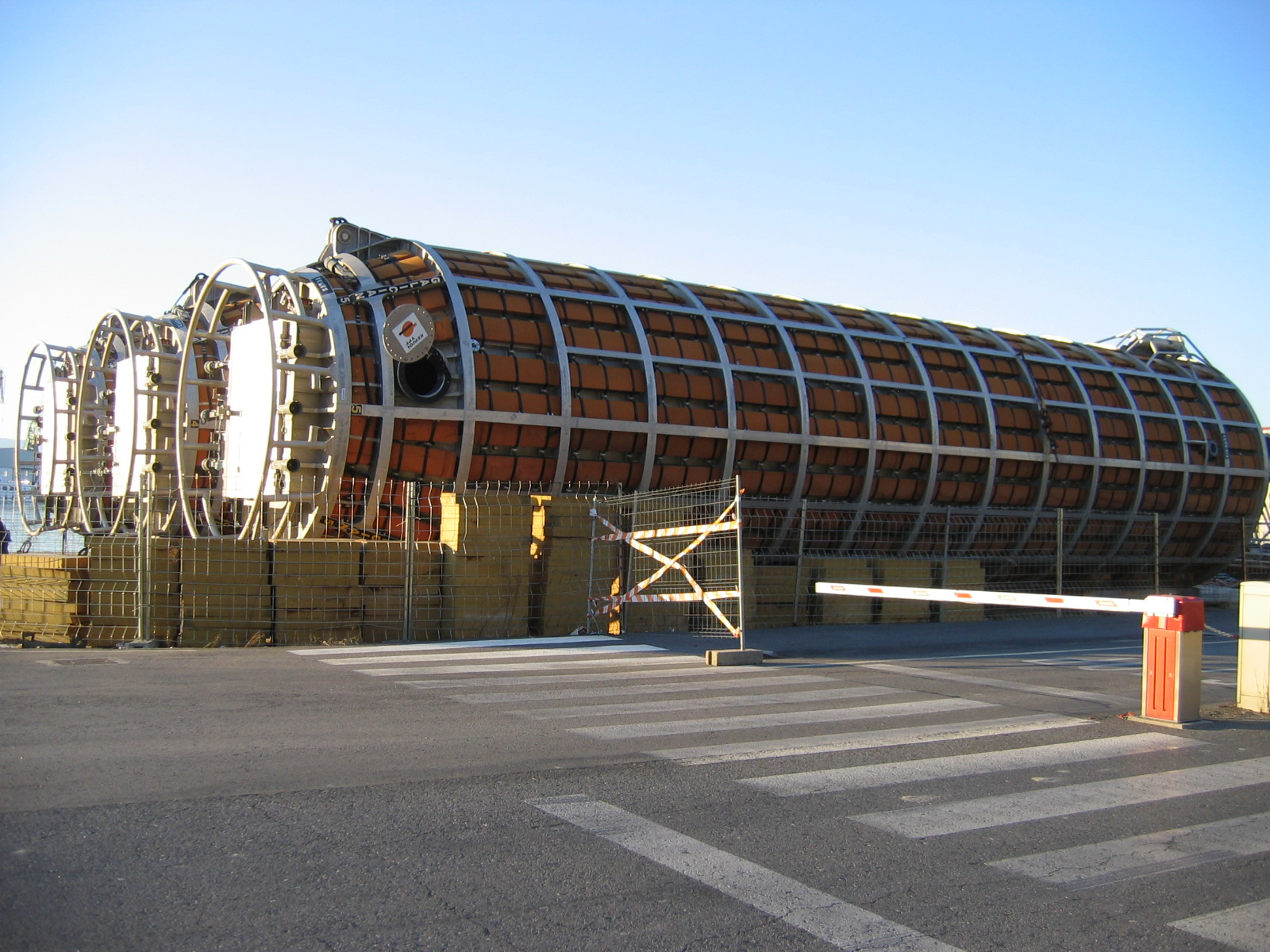
Lanzaderas utilizadas para la extracción de fuel del Prestige.

En el año 2000 superada una breve crisis en el grupo empresarial, Vulcano se desprendió de su filial Santaz Censa ubicada en Porriño cuya actividad era la fabricación de calderería pesada, que fue vendida a Carlos Mouriño, empresario gallego afincado en México. Dos años después la empresa se encarga de la fabricación e instalación de calderas acuotubulares para combustible de biomasa forestal y generación de energía eléctrica en las factorías de Tablero PINASA de Cuenca y TALOSA de Soria. 

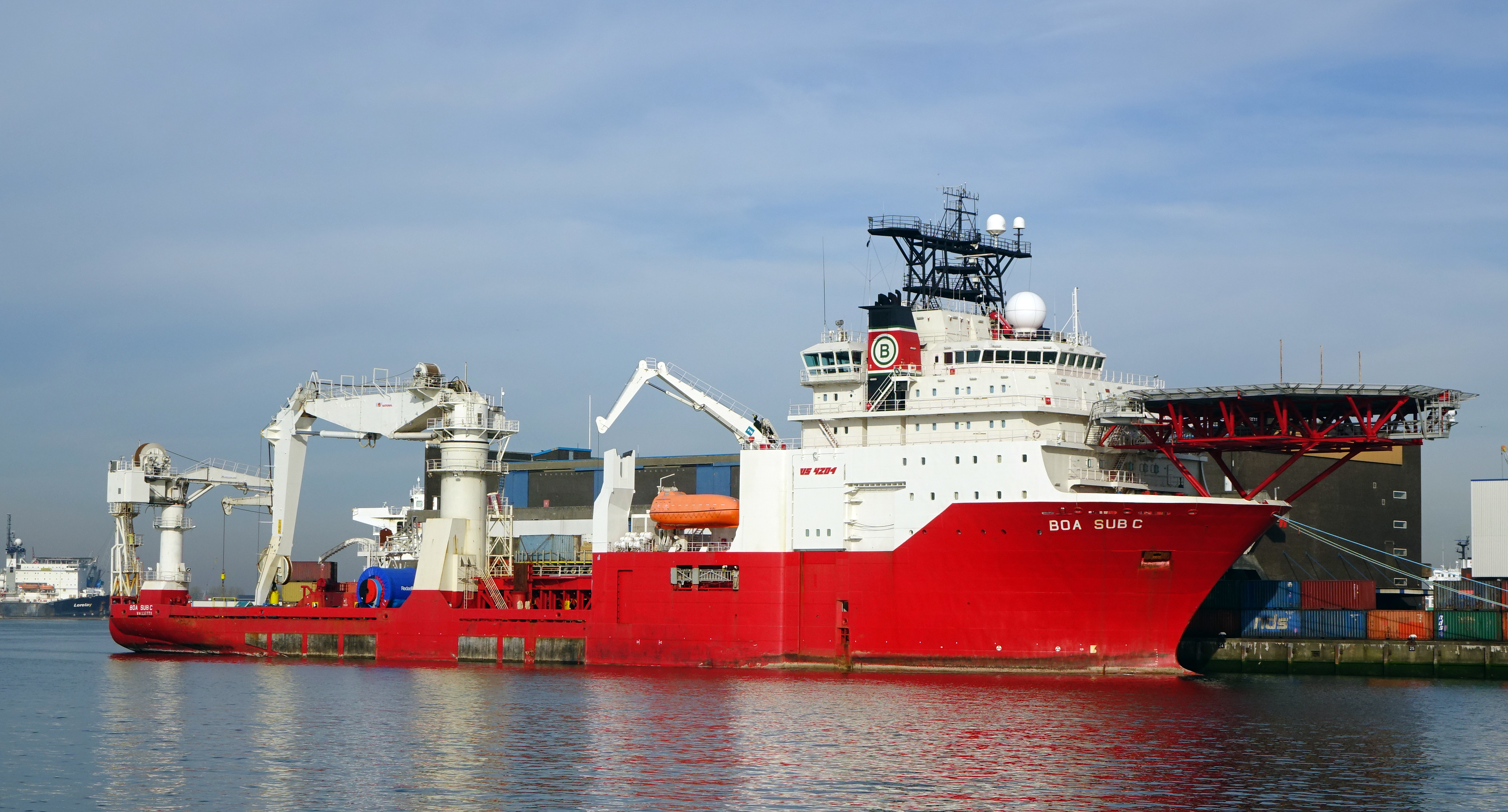
Offshore Boa Sub C. en Róterdam.

Dentro de este periodo se produjo el desastre del Prestige, la marea negra provocada por el hundimiento de este buque afectó gravemente a la costa gallega y a su entorno natural. En las instalaciones de Factorías Vulcano y en las de Factoría Naval de Marín en colaboración con Aister, se construyeron cuatro lanzaderas de aluminio extrusado utilizadas por Repsol para la extracción del fuel que aún se encontraba en los tanques del petrolero hundido. En 2006 la empresa adquiere a IZAR el astillero IZAR Gijón, antigua Juliana Constructora Gijonesa.
En el último lustro de este decenio se hace entrega de dos quimiqueros para Rosneft de Rusia, así como, de varios sísmicos encargados por las noruegas Petroleum Geo-Services (PGS) y Rieber Shipping Bergen.

### Década de 2010

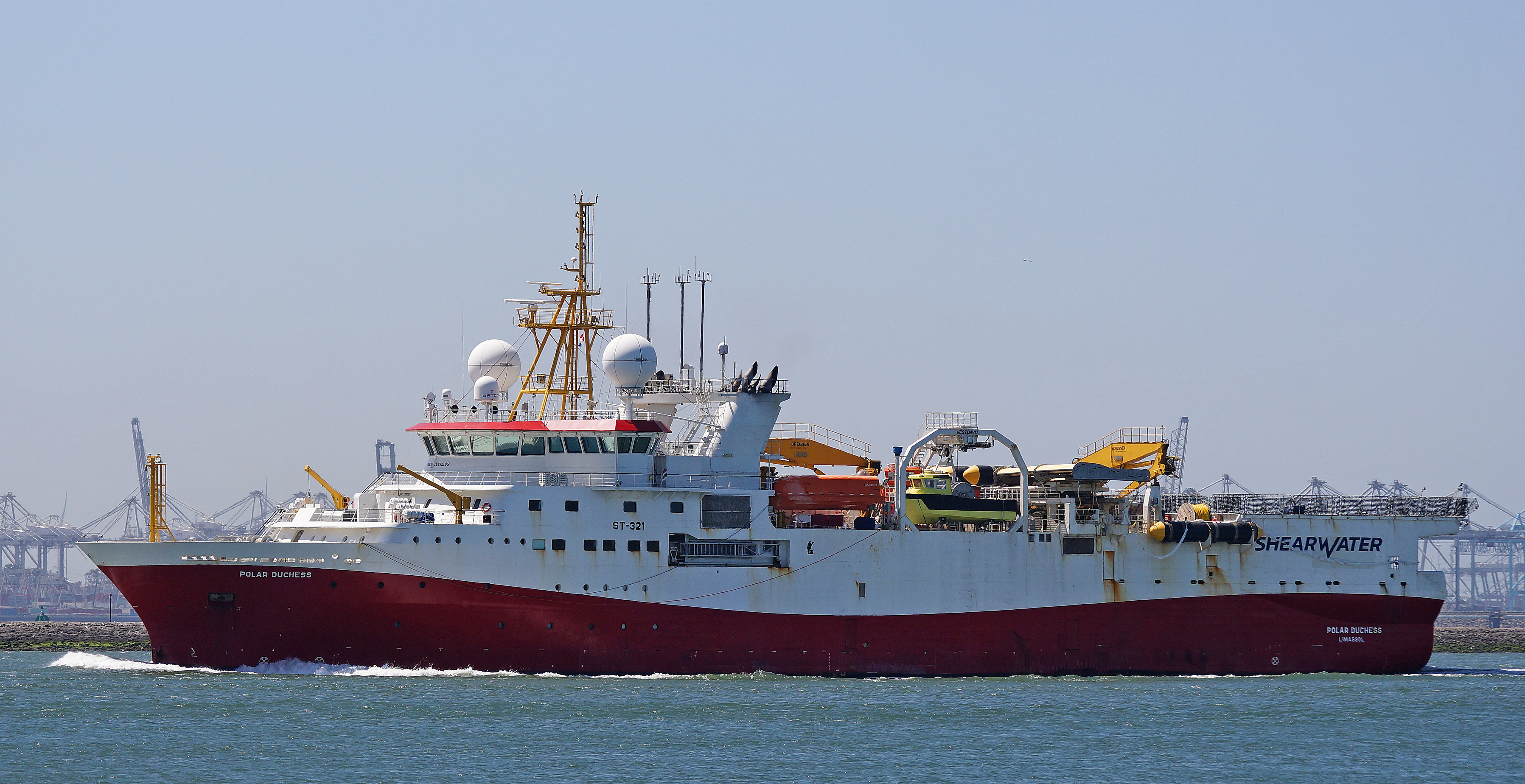
Sísmico Polar Duchess.

Los problemas derivados de la quiebra en 2011 de la empresa filial Juliana y la cancelación de dos contratos, obligó a Factorías Vulcano a presentar voluntariamente un concurso de acreedores, situación de la que consiguió salir al año siguiente lo que permite al astillero volver al mercado de construcción de buques.

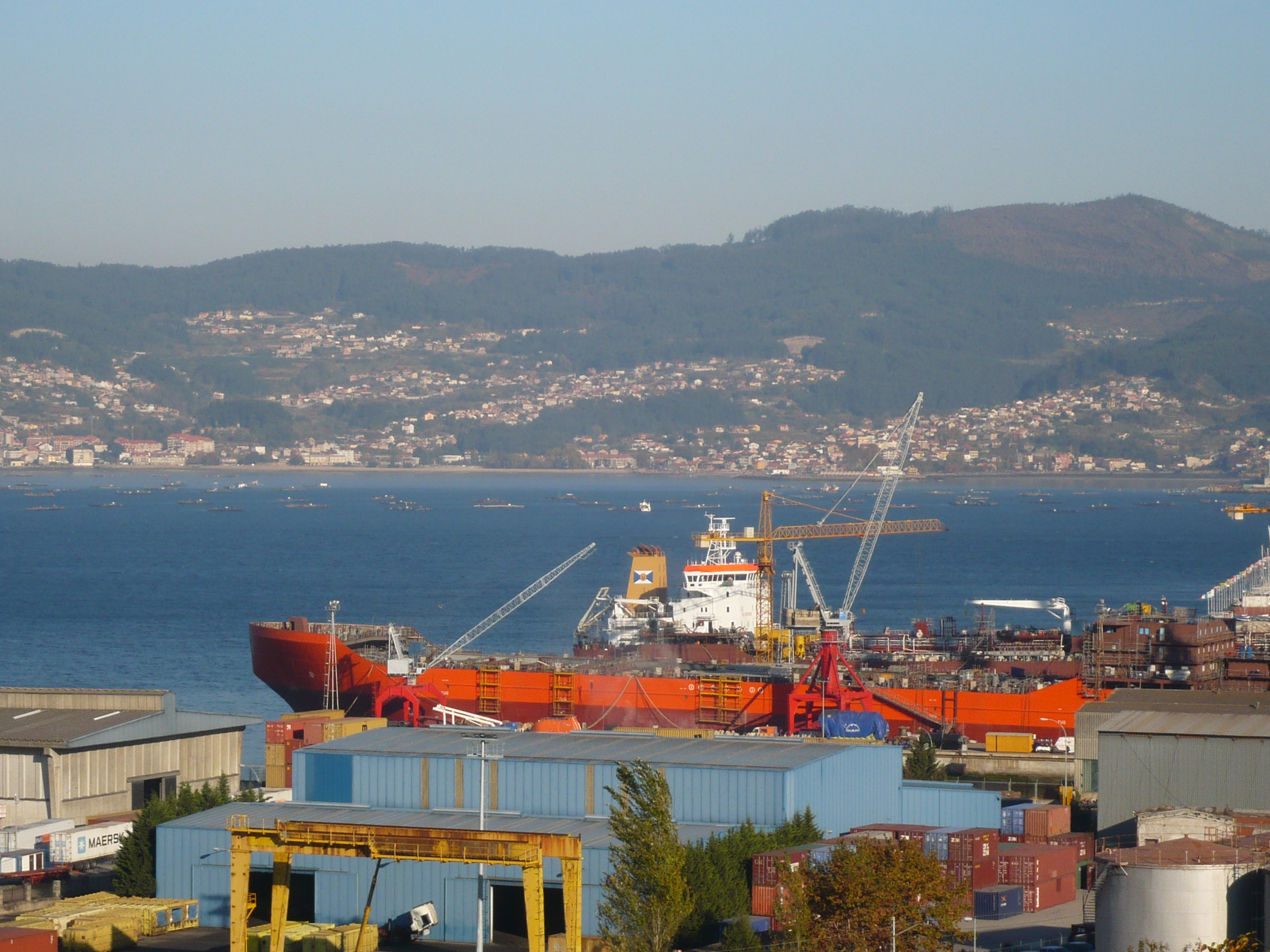
Buque en construcción en las instalaciones de Vulcano.

En verano de 2015 diversifica su actividad adjudicándose el contrato para la construcción de una rampa flotante móvil tipo Ro-Ro en el Puerto de Vigo destinada a la operativa de los buques que cubren la denominada autopista autopista del mar entre los puertos de Vigo y Nantes-Saint Nazaire (Francia). En octubre del citado año se realiza la instalación de un generador a gas natural en el ferri Abel Matutes de la naviera Baleària, siendo el primer astillero español que realizó una obra de esas características en un buque.
En 2016 la empresa volvió a correr serio peligro de cierre ante la falta de actividad y al quedarse fuera de la licitación para la construcción de las dovelas de las obras de ampliación del Puente de Rande, finalmente en septiembre de ese mismo año el astillero esquivó la liquidación gracias a la venta de un ferri a medio construir a la naviera Trasmediterránea, que en aquella época pertenecía al grupo empresarial Acciona. La construcción del buque fue iniciada por los desaparecidos Astilleros de Sevilla y el casco inacabado del mismo se trasladó a Vigo en el año 2013, una vez el astillero sevillano entró en proceso de liquidación. En abril del año 2017 y tras varios meses de negociación entre las partes implicadas, se firmó el contrato definitivo para la construcción del ferri, la operación fue financiada por el Banco Santander, entidad propietaria del buque tras el cierre del astillero sevillano.
En marzo de 2018 la atarazana inicia una colaboración con el astillero West Sea Estaleiros Navais, situado en la localidad de Viana do Castelo, los trabajos realizados por Factorías Vulcano para el astillero luso fueron la fabricación de bloques metálicos para un crucero fluvial construido en la instalaciones de la empresa portuguesa.

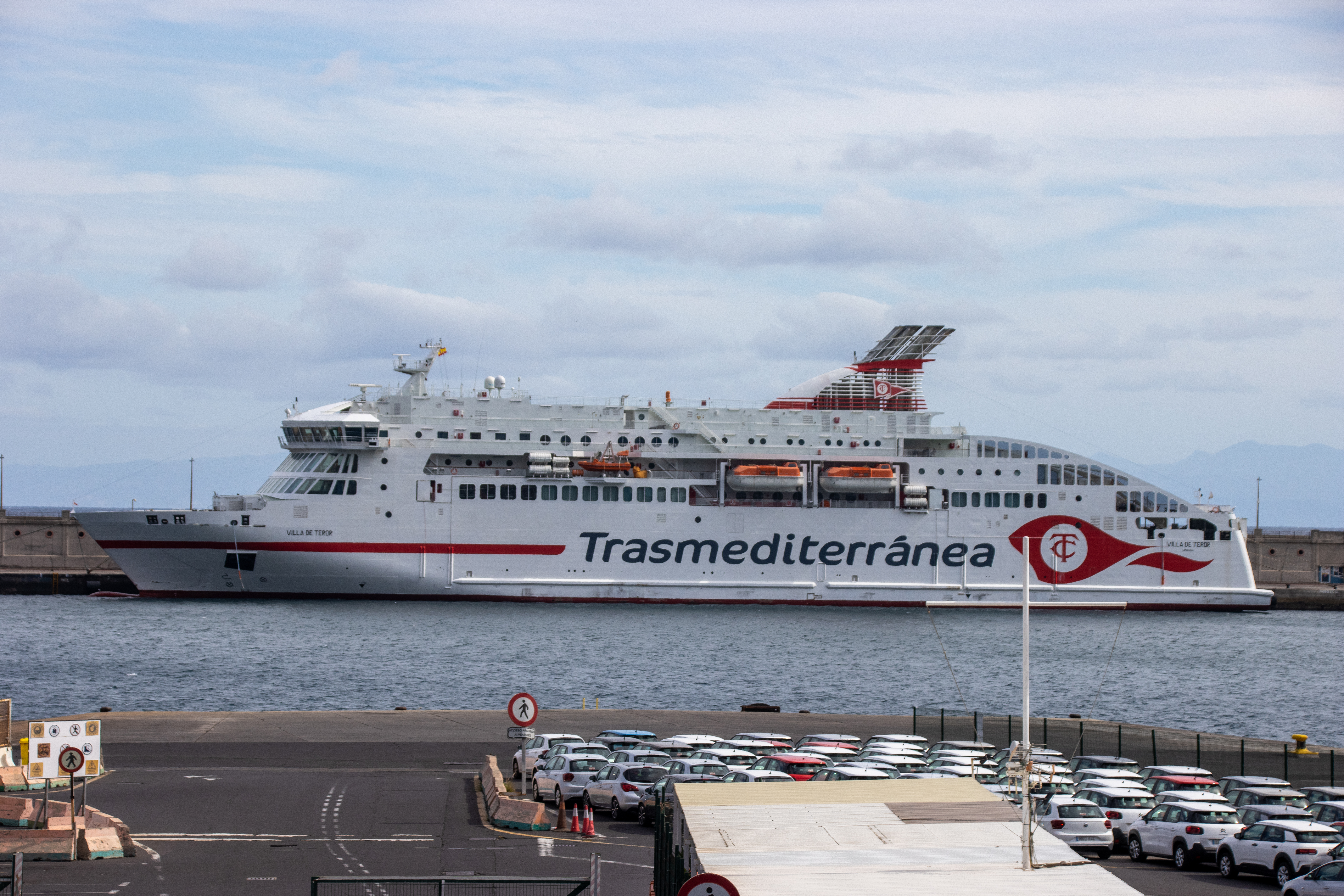
El MV Jean Lapierre (ex MS Villa de Teror) fue el último buque construido por Factorías Vulcano en su centenaria historia.

El 1 de julio de 2019, en el año de sus centenario y después de entregar a Trasmediterránea del buque MS Villa de Teror tras varios meses de retraso, la empresa presenta en el juzgado de lo mercantil número 3 de Vigo la solicitud de liquidación voluntaria. Esta decisión por parte del consejo de administración fue debido a los problemas económicos que arrastraba la centenaria atarazana desde hacía años y a la falta de nuevos contratos para poder hacer frente a su elevada deuda. En octubre de ese mismo año el juzgado encargado de la liquidación de la empresa dicta la extinción de los contratos de los 69 trabajadores que por aquel entonces formaban parte de su plantilla.
Durante el proceso de liquidación de la histórica empresa, los administradores concursales ordenaron la destrucción de toda la documentación existente relacionada con el astillero. Finalmente, esa documentación fue recopilada por la antigua asesora jurídica de Vulcano en colaboración con varios extrabajadores y trasladada posteriormente al Archivo de Galicia, emplazado en la Ciudad de la Cultura de Gaiás (Santiago de Compostela).

## Astilleros San Enrique
En enero de 2021 la empresa Marina Meridional del Grupo Argos -presidido por el ex directivo de Vulcano José Alberto Barreras- adquiere la unidad productiva de la atarazana, fundando un nuevo astillero que pasó a ocupar las instalaciones de la extinta factoría, Astilleros San Enrique S.L.U. Pese a constituirse una nueva empresa la Autoridad Portuaria de Vigo reclamó la devolución de la concesión administrativa de la lámina de mar al considerar que con la liquidación esta concesión estaba automáticamente extinguida, dándole el Tribunal Supremo la razón al puerto vigués en el mes de abril, al sopesar que la administración concursal y el juzgado de lo mercantil no tenían que haber permitido la venta de toda la unidad productiva a Marina Meridional.

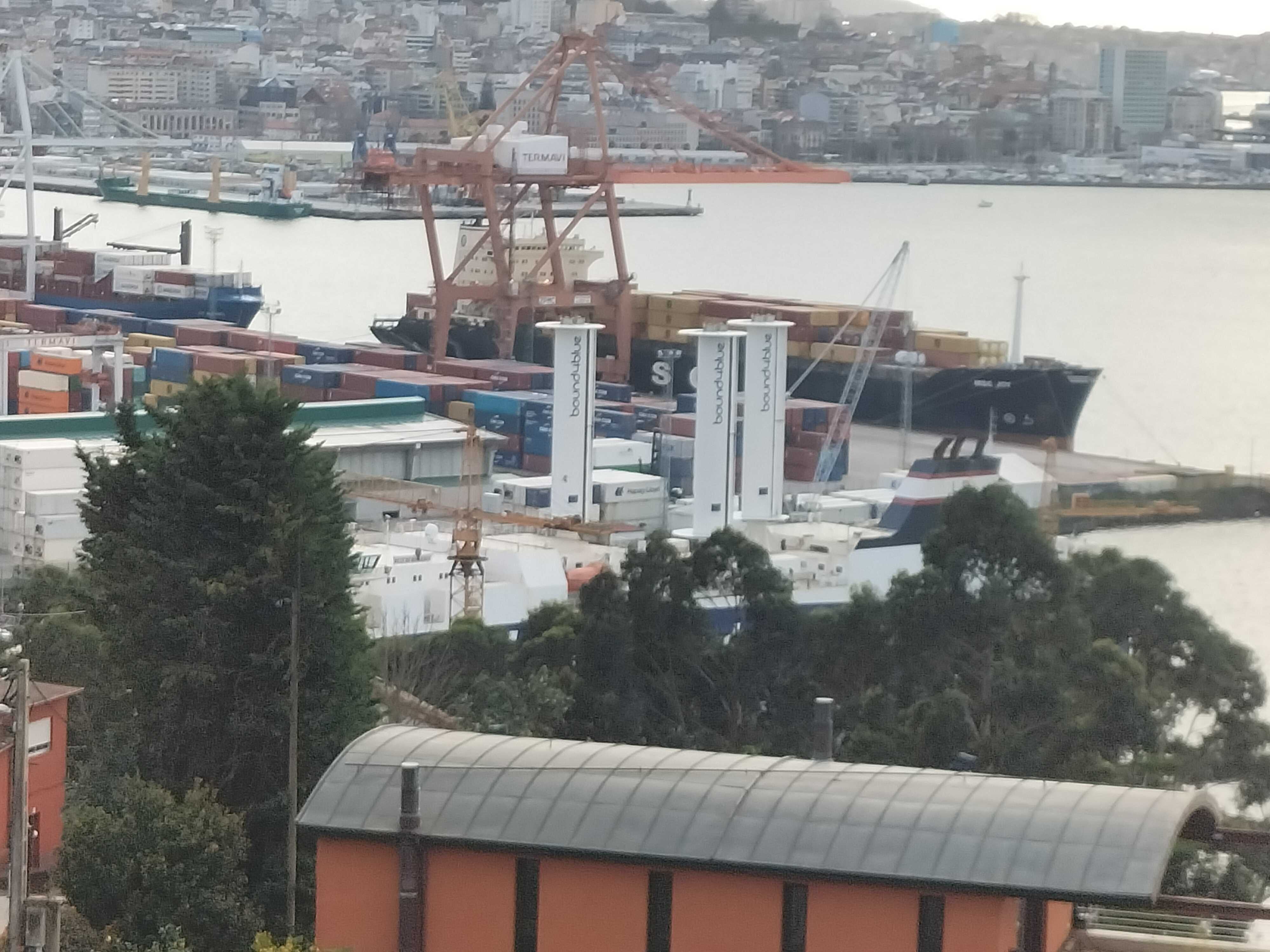
Velas rígidas instaladas sobre la cubierta del Ville de Bordeaux.

Finalmente, el consejo de administración del Puerto de Vigo aprueba en diciembre una nueva licitación para la concesión de 18 000 metros cuadrados de zona de servicio portuaria en Espiñeiro. Adjudicándose en abril de 2022 la nueva concesión por un periodo inicial de 15 años a Astilleros San Enrique, al ser el único constructor naval interesado en el proceso. En junio de ese mismo año se inicia la construcción del primer encargo de la nueva atarazana, un túnel climático de viento a escala real encargado por un fabricante automovilístico sueco destinado a comprobar el comportamiento de los vehículos eléctricos en condiciones climáticas extremas, retomándose después de tres años la actividad industrial en las instalaciones de Teis.
Durante la primavera del siguiente año y tras realizar algunos trabajos de mejoras exigidos por el Puerto de Vigo como hormigonado, adecuación de las zonas de paso o modernización de los elementos de amarre de los muelles, Astilleros San Enrique recibe los primeros buques para reparar en sus instalaciones, principalmente arrastreros congeladores y mercantes. En febrero del año 2024 la factoría realiza los trabajos de instalación de tres velas rígidas diseño de la firma catalana Bound4blue en el rolón Ville de Bordeaux, buque fletado por Louis Dreyfus Paris y que realiza rutas marítimas para Airbus. Siendo la primera vez que un astillero privado gallego instala en un buque este tipo de componentes de propulsión diseñados para aprovechar el impulso del viento y reducir consumos de combustible.
En 2025, el astillero se adjudicó varios proyectos vinculados a la construcción de estructuras offshore y a las energías renovables marinas. Entre ellos, destaca la fabricación de una plataforma fotovoltaica marina en colaboración con Bluenewables, destinada al Puerto de Valencia. Asimismo, se desarrolló una rampa Ro-Ro para el Puerto de Santander, y se realizaron trabajos como subcontrata para Dragados, fabricando paneles para una subestación offshore.

## Productos
La principal actividad de Factorías Vulcano era la construcción de buques de alto valor añadido de gran tonelaje en acero.
En lo que respecta a su más de medio millar de nuevas construcciones la atarazana realizó mayoritariamente proyectos de buques pesqueros, como la práctica totalidad del resto de astilleros de la ría. También hizo entrega a armadores privados e instituciones públicas de otro tipo de embarcaciones, como por ejemplo: dragas, ferris-crucero, graneleros, mercantes frigoríficos, multipropósitos, oceanográficos, offshore, petroleros, portacontenedores, quimiqueros, remolcadores, rolones y sísmicos.

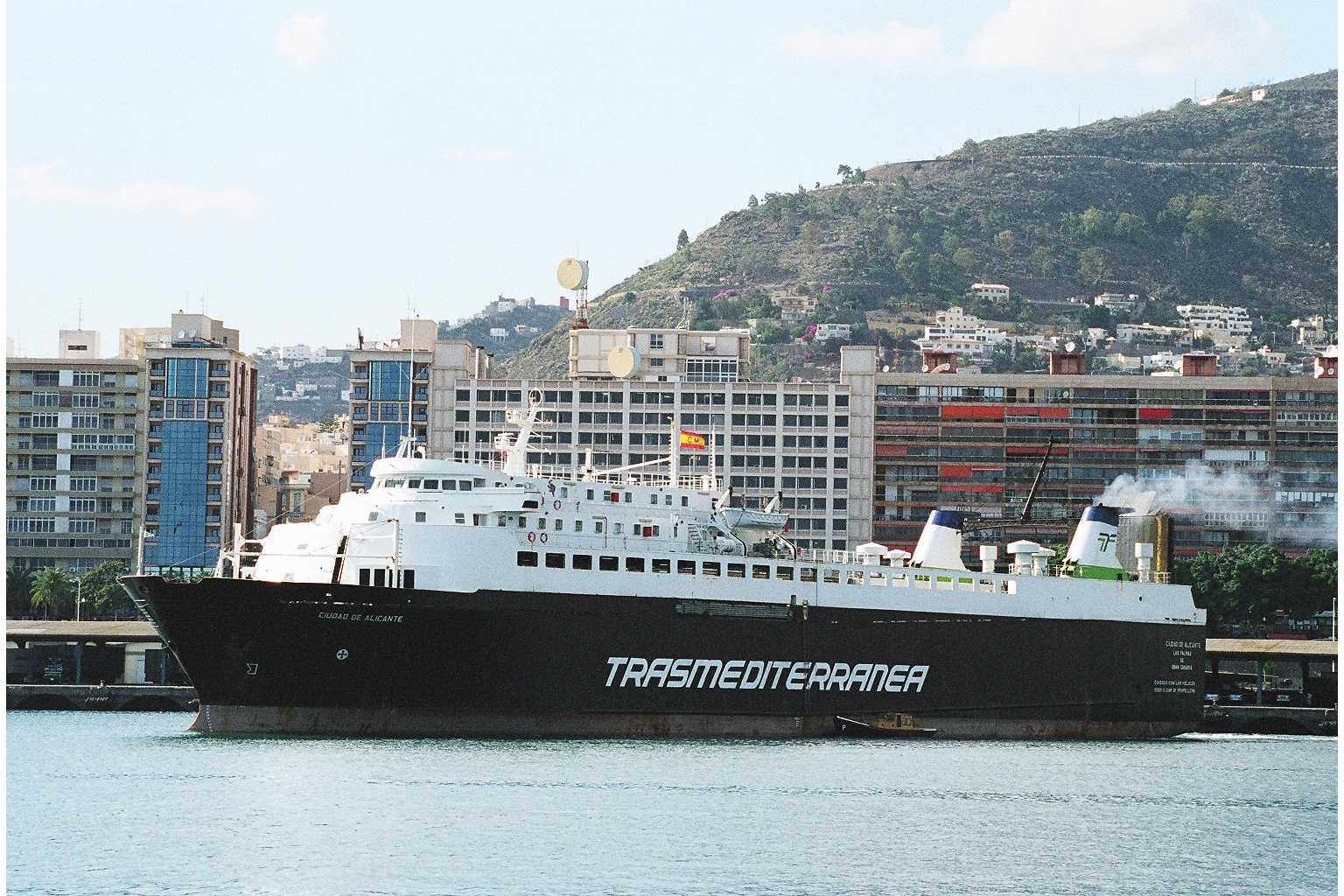
El ferri-crucero Ciudad de Alicante atracado en Santa Cruz de Tenerife.

### Ferris-crucero
La construcción de este tipo de buques destinados al transporte de pasajeros y vehículos no era habitual en las gradas del astillero. Una de sus primeras entregas data de comienzos de la década de 1980, un ferri-crucero de 112,8 de eslora y 18,3 de manga bautizado como Ciudad de Alicante para la naviera española Trasmediterránea, apenas tres años después se producen las botaduras del Atesbey (ex Volcán de Tinache) y del Volcán de Tamia, ambos encargados por Naviera Armas. Su último ferri-crucero entregado fue el MV Jean Lapierre (ex MS Villa de Teror) en 2019 nuevamente a Trasmediterránea, siendo también el último buque construido por Factorías Vulcano en sus cien años de historia.

### Mercantes

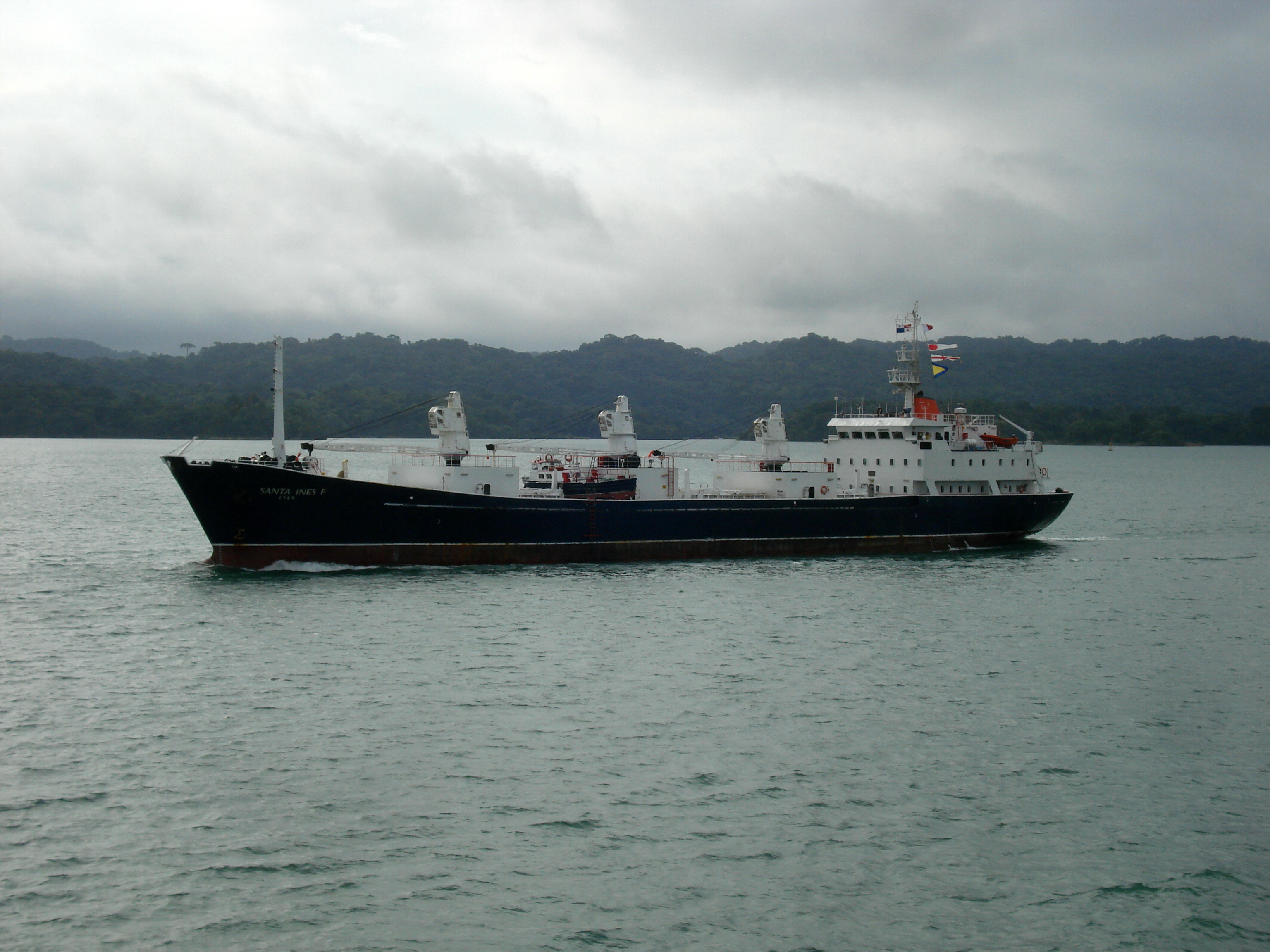
Mercante frigorífico MV Santa Inés F (ex Sierra Guadarrama).

En cuanto a los buques destinados al transporte de mercancías en 1956 se entrega a Naviera Miarnau-Salvat el mercante María Mercedes. En el segundo lustro de década de 1970 para Equimar Marítima se construyen dos portacontenedores, el Lucía del Mar y el Nura del Mar siendo entonces los mayores de su clase construidos en España, mientras que para Naviera Odiel se construye otro portacontenedor, el Desafío, y Marítima del Norte encarga una pareja de mercantes frigoríficos, el Santa Inés F (ex Sierra Guadarrama) y el Sierra Guadalupe. Comenzando el siguiente decenio se producen las botaduras de los portacontenedores Gloria del Mar y Yosor (ex Gracia del Mar), ambos para Contenemar, entretanto a Naviera de Occidente se le hace entrega de los multipropósitos Altamira y Peñalara. Finalizando el siglo XX de sus gradas salen el cementero Formentor para Cemenland de España y un nuevo portacontenedor, el Helgoland para la armadora Briese Schiffahrts de Alemania. En los años posteriores la construcción de mercantes decayó en la factoría a favor de otro tipo de buques de alto valor añadido como offshore o sísmicos.

### Pesqueros

#### Arrastreros y bacaladeros

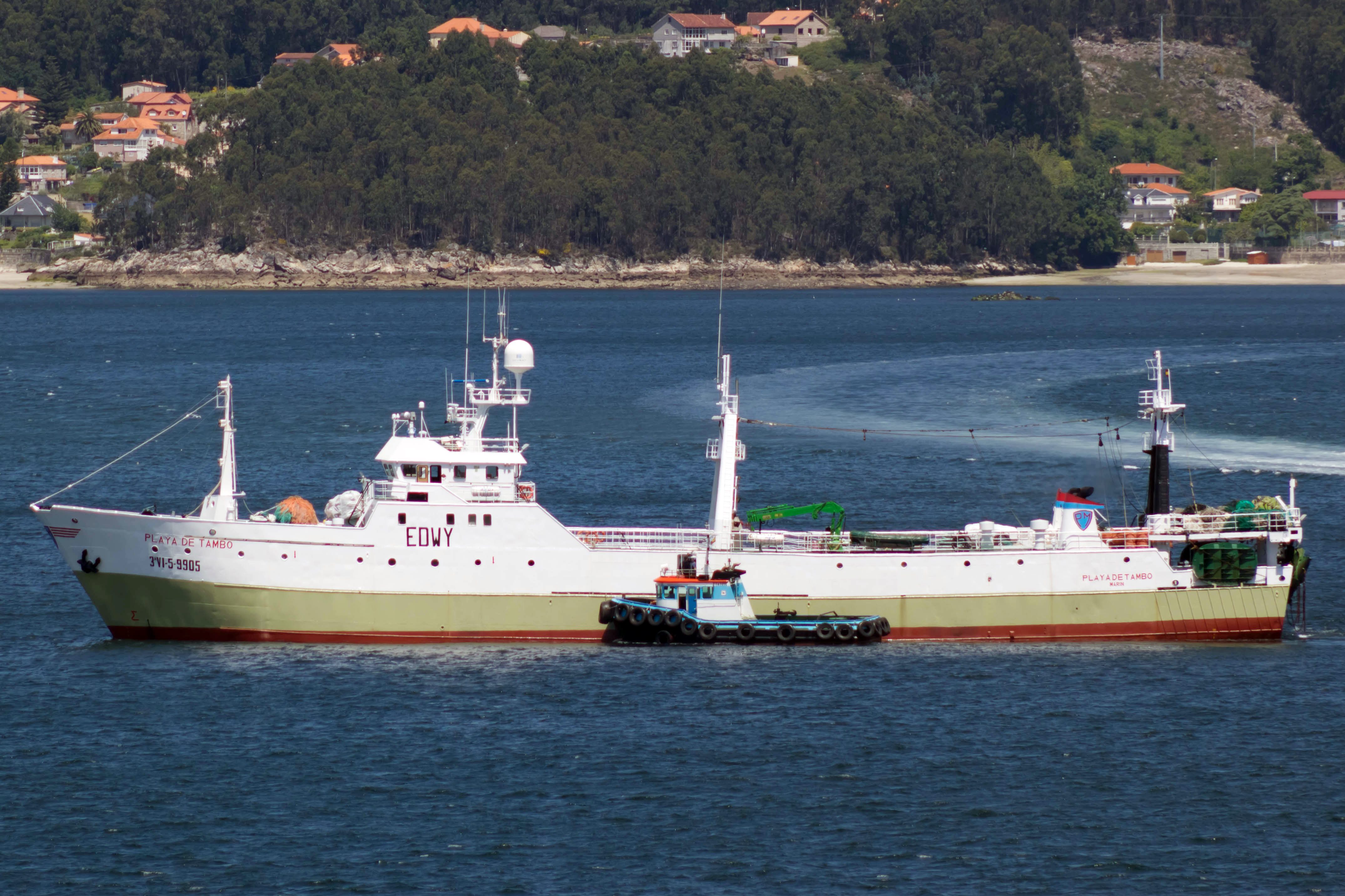
El Playa de Tambo (ex Leirachan) navegando por la Ría de Pontevedra.

En lo que respecta a los buques de pesca denominados arrastreros, así como también los destinados a la pesca del bacalao, se estima que construyó más de una treintena de unidades. Principalmente estos barcos eran por encargo de empresas pesqueras gallegas o españolas, aunque también realizó proyectos para armadores de Argentina, Países Bajos, Rusia, Unión Soviética y Uruguay. De todos estos pesqueros pueden citarse los siguientes: Amor Saco (ex Garoya Segundo), Atlantic Sirius, Baffin Bay, Estreito de Rande, Freiremar Uno, FV Athena (ex Kapitan Azarkin), Golden Touza, Jaquetón, Kai Yu (ex Stanovlenie), Kristina (ex Kapitan Demidenko), Maartje Theadora, Marcelino de Ciriza, Mekhanik Kovtun, Navegantes, Nosa Cantiga, Paradanta Primero, Pesca Baqueiro, Pesuarsa II (ex Tui), Playa de Tambo (ex Leirachan), Río Solís II (ex Conbaroya Cuarto), Sotrudnischestvo, Umzabalazo (ex Echalar), Urquil o Usúrbil.
Es reseñable indicar -como se citó en párrafos anteriores- que participó activamente durante la década de 1990 en la renovación de la flota pesquera soviética (posteriormente exportados a Rusia tras la disolución de la URSS), con la entrega de quince arrastreros factoría de los que ocho unidades salieron del astillero de Teis, mientras que los siete restantes fueron subcontratados a Naval Gijón.

#### Otros pesqueros
Durante su centenaria historia Factorías Vulcano realizó de forma ocasional proyectos de otro tipo buques pesqueros no vinculados con la pesca de arrastre. Como por ejemplo, el gran atunero congelador Albacora Cuatro para Albacora o el palangrero Olerama para Pesquera Josruma.

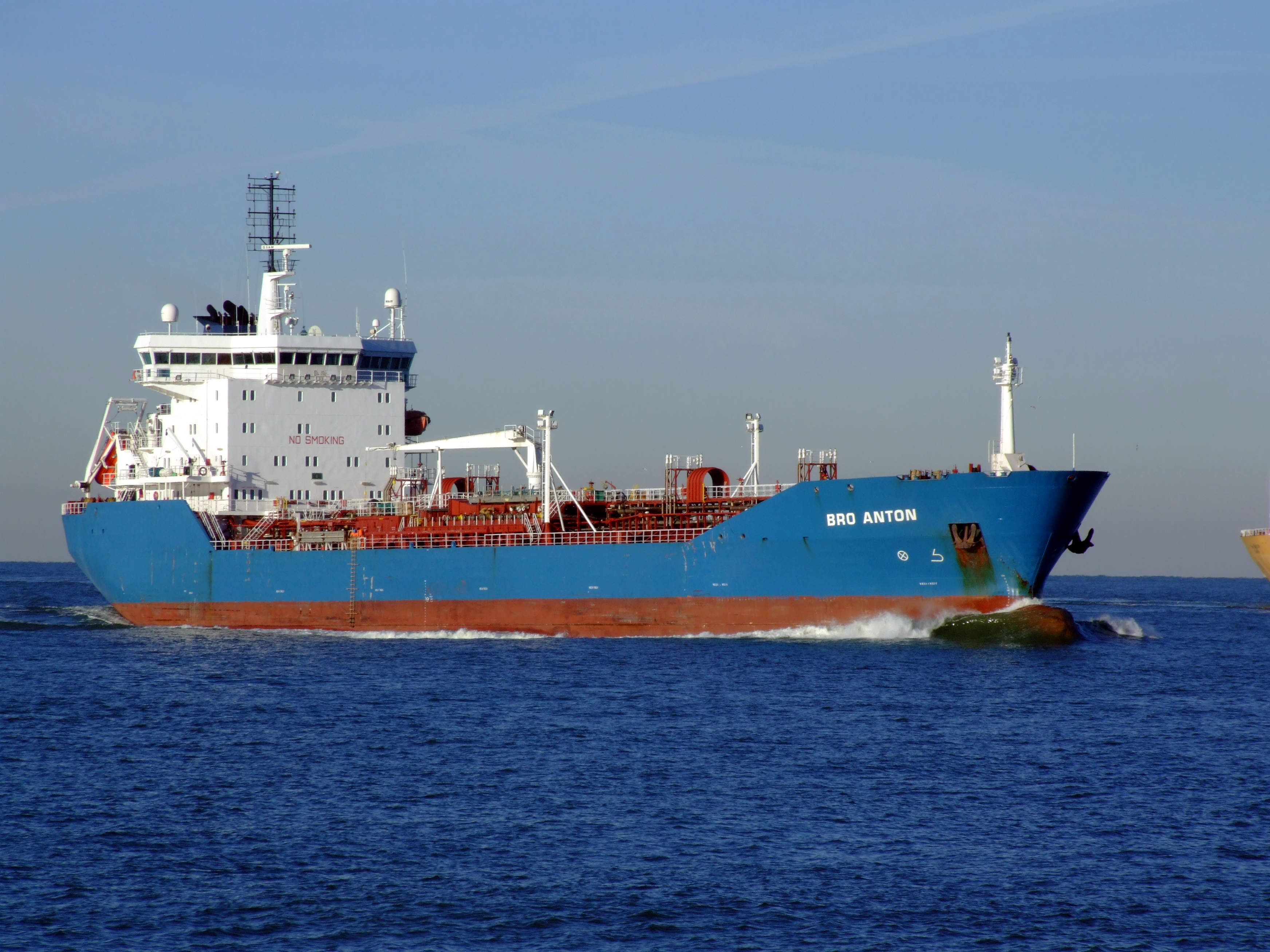
El Bro Anton en Róterdam.

### Quimiqueros
En la última etapa del astillero antes de su cierre definitivo en 2019, la construcción de quimiqueros o buques cisterna fue uno de los grandes nichos de negocio de la atarazana de Teis, este tipo de buques similares a los petroleros –aunque de menores dimensiones- están destinados tal como su propio nombre indica al transporte de sustancias químicas como amoníaco, fenol, gasolinas y derivados. Entre sus clientes figuraban casas armadoras como Augusta Due de Italia, Mar Petrol de España, Rosneft de Rusia, Rucile International de España, Ultragas de Chile y United Tankers de Suecia. A estas navieras hizo entrega de más de una docena de unidades, como por ejemplo: Bro Anton, Bro Atland, Calajunco, Eloísa, Fure Ferder (ex Mar Daniela), Filicudi M, Leticia, Mar Adriana, Mar Elena, Primo M, RN Arjánguelsk, RN Murmansk, RN Privodino, Vicuña o Vulcano M, entre otros.

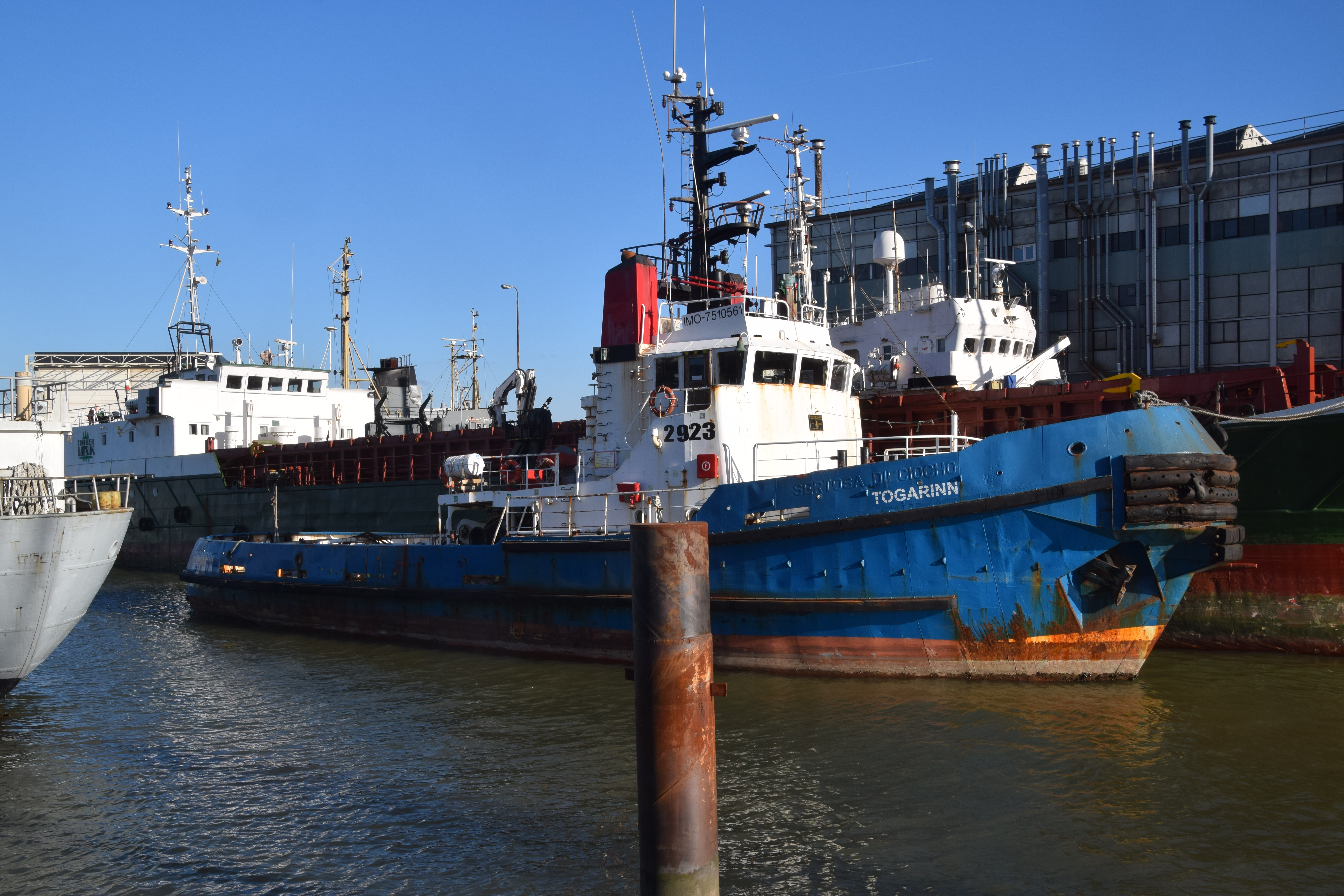
El Togarinn (ex Sertosa Dieciocho).

### Remolcadores
Durante el periodo que comprende las décadas de 1960 y 1970 la factoría realizó diversos proyectos por encargo de armadores y autoridades portuarias nacionales para la construcción de remolcadores destinados a diversas funciones como extinción de incendios, remolque y labores auxiliares en los puertos en donde operan. En las décadas posteriores la construcción de este tipo de buques en el astillero descendió en detrimento de embarcaciones de mayor porte, como por ejemplo mercantes, pesqueros, rolones o quimiqueros.
De sus gradas salieron el Gerion, Guanche (ex Torre Paloma), José Elduayen, La Línea, Manacor, Montsant, Nublo, Ponte Naya, Remolcanosa Uno (ex Nosa Señora da Guía), Remolcanosa Cuatro (ex Vulcano), Remolcanosa Cuarenta (ex Francoli), Sertosa Diecisiete, Tarraco, Togarinn (ex Sertosa Dieciocho) y Torrebermeja.

### Rolones y cocheros
A lo largo del decenio que abarca de 1974 a 1984, coincidiendo también con los últimos años en los que Enrique Lorenzo Docampo dirigió la compañía, diversas navieras y armadores encargaron a la factoría gallega la construcción de varios rolones o cocheros (igualmente denominados Ro-Ro), buques destinados al transporte vía marítima de carga rodada. Entre sus principales clientes relacionados con este segmento de buques se encontraban Interroll, Navicar o Suardiaz Group, así como los conocidos armadores Antonio Armas Fernández y Fernando Fernández Tapias. A quienes se construyó en las instalaciones de Vulcano los siguientes rolones: Al Baraka 1 (ex Antonio Suardíaz), Imola, MV Hayat N (ex Roll Vigo), Rivainfanzón, Roll-Al, Roll Galicia, Rollman, Silverstone, Volcán de Timanfaya y Volcán de Tisalaya, algunos de ellos aún continúan navegando hoy en día.

### Sísmicos y offshore

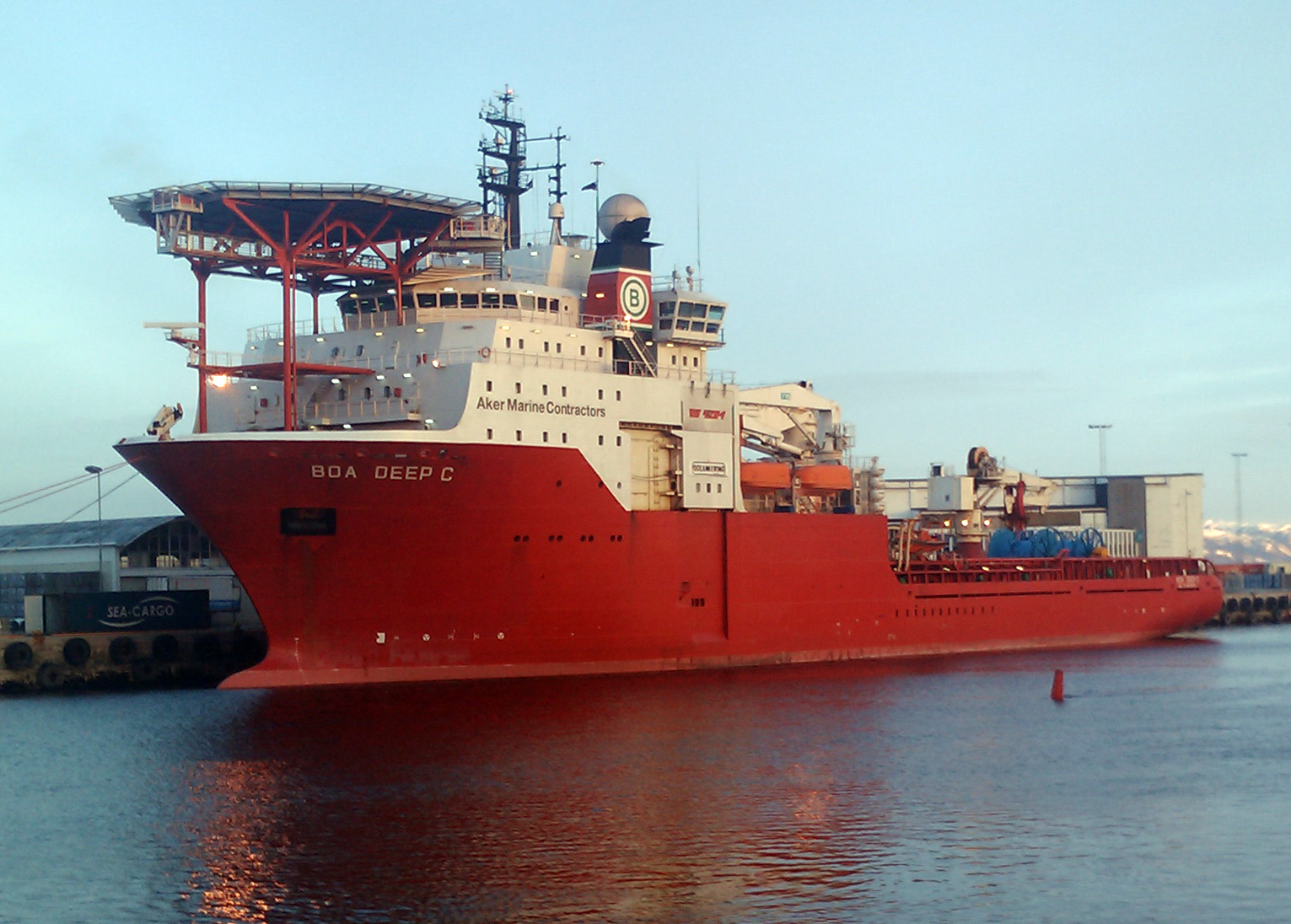
El buque de prospección sísmica Boa Deep C. en Trondheim.

Comenzando el siglo XXI el astillero se especializó en la construcción de buques sísmicos y «offshore», también denominados costa afuera, destinados al apoyo de plataformas petrolíferas, parques eólicos marinos o al tendido de cables submarinos.  El primer proyecto de estas características realizado por Factorías Vulcano fue por encargo de la armadora BOA Group de Noruega y consistió en la construcción de un buque de prospección sísmica de 120 metros de eslora bautizado como Boa Deep C., su botadura se produjo en el año 2004. Tres años después se hace entrega a la misma naviera del Boa Sub C. cuya eslora es 20 metros mayor que la del Boa Deep C., la construcción del casco de este offshore fue subcontratada a un astillero chino y posteriormente fue trasladado a Vigo para su finalización.
Más adelante -comenzando la década de 2010- hizo entrega de otras cuatro unidades para armadores también noruegos. Rieber Shipping Bergen encargó el Blue Arrow más los «gemelos» Polar Duchess y Polar Duke, mientras que para Petroleum Geo-Services (PGS) se construyó el PGS Apollo.

### Otras construcciones
En su palmarés también figuran otros buques y estructuras flotantes no vinculados con los sectores anteriormente citados. Entre ellos se pueden citar las dragas Arenas del Ulla Segundo y Vidal Cuarto (ex Senokozulua) para los armadores Jesús Gómez Sanduvete y María Alcira Mariño Lijo, los oceanográficos Fugro Supporter (ex Cape Grafton), BRP Hydrographer Presbitero y BRP Hydrographer Ventura, el primero para Australian Maritime Safety Authority (AMSA) de Australia y las otras dos unidades para Namria de Filipinas. Así como también una rampa flotante móvil tipo Ro-Ro instalada en el Puerto de Vigo en el año 2015, siendo la primera estructura de estas características construida por un astillero de la ría olívica precediendo a la realizada por Industrias Navales A Xunqueira (INAX) para el Puerto de Santander un año después.

## Instalaciones

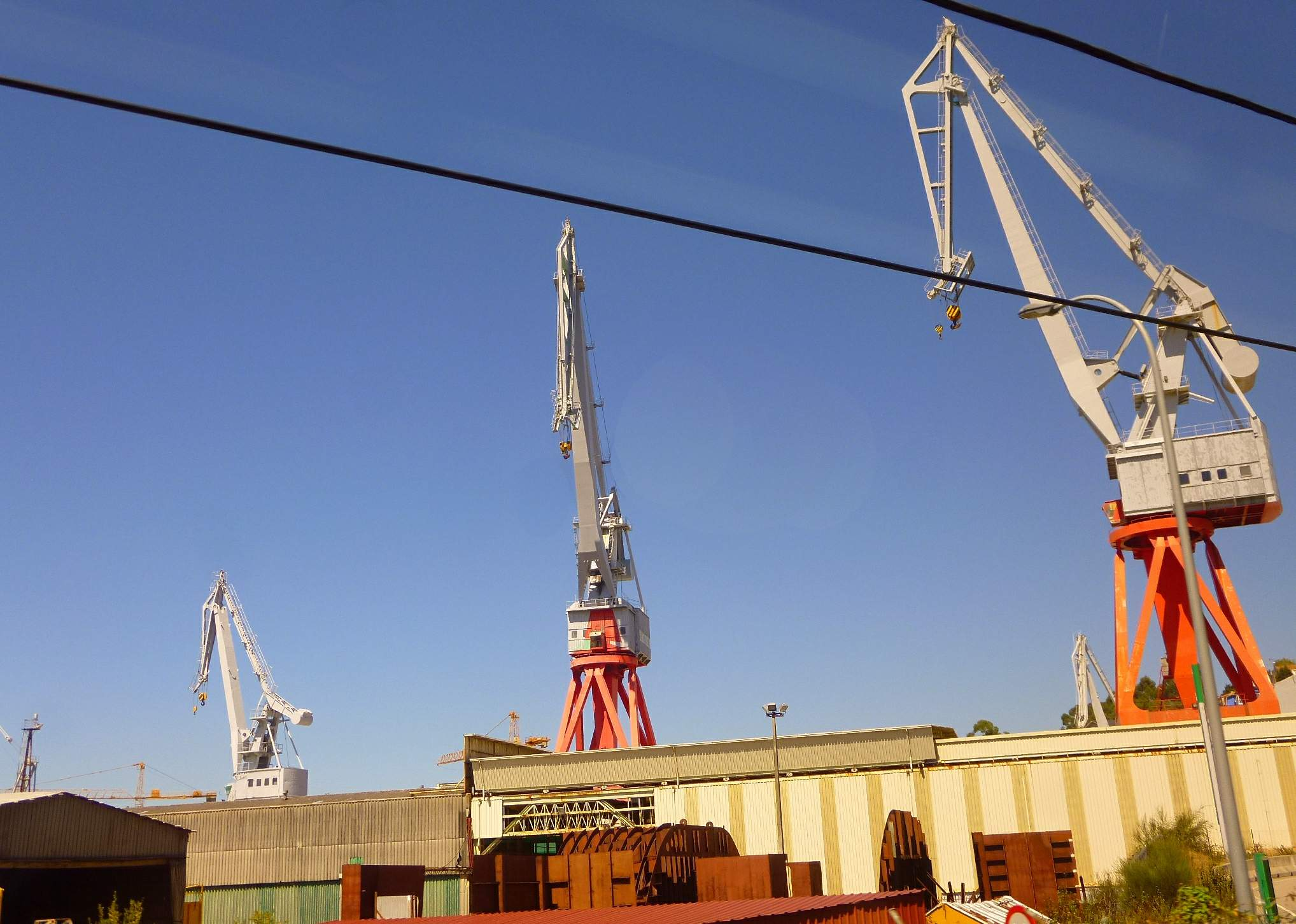
Grúas en el astillero.

Las instalaciones de Factorías Vulcano actualmente son utilizadas por la empresa Astilleros San Enrique, están ubicadas en la Calle de Santa Tegra número 69 -en la parroquia viguesa de Teis- y cuentan con una superficie aproximada de 38 000 m².
En ellas se encuentran una grada de construcción con capacidad para buques de hasta 180 metros de eslora y 40 metros de manga, dos muelles de amarre, grúas de gran tonelaje y naves destinadas a talleres y oficinas.

## Certificaciones de calidad
El astillero poseía los siguientes certificados de calidad: ISO 9001, ISO 14000, OHSAS 18001 y el Certificado Marcado CE 1090-1.

## Premios y reconocimientos
En 2010 el sísmico PGS Apollo construido por Factorías Vulcano consigue el tercer puesto en el Concurso Buques Destacados que organiza anualmente la Asociación de Ingenieros Navales y Oceánicos de España (AINE).

## Club Balonmano Vulcano
Factorías Vulcano contaba con secciones deportivas de atletismo, fútbol y balonmano, entre otras. Estos equipos estaban formados por los propios trabajadores del astillero. La sección más exitosa de la empresa fue la de balonmano, el presidente de esta sección era el hijo de Enrique Lorenzo, la cual nació a mitad de los años 50 y fue ascendiendo poco a poco de las divisiones locales y regionales. Su mayor éxito fue el ascenso a la división de honor del balonmano español, hecho que se produjo en el 11 de mayo de 1969, tras disputar la promoción de ascenso frente al Picadero de Barcelona en Lugo.
Desgraciadamente el club no pudo seguir con su actividad deportiva como consecuencia de una crisis económica sufrida por la empresa en el año 1971, el equipo en plena temporada tuvo que abandonar la liga después de disputar solamente tres partidos.

## Aparición en medios audiovisuales
Las instalaciones del extinto astillero vigués fueron escenario del rodaje de diversas escenas correspondientes a los largometrajes Redondela de Pedro Costa Musté y Los lunes al sol de Fernando León de Aranoa.